# National Gallery (London)

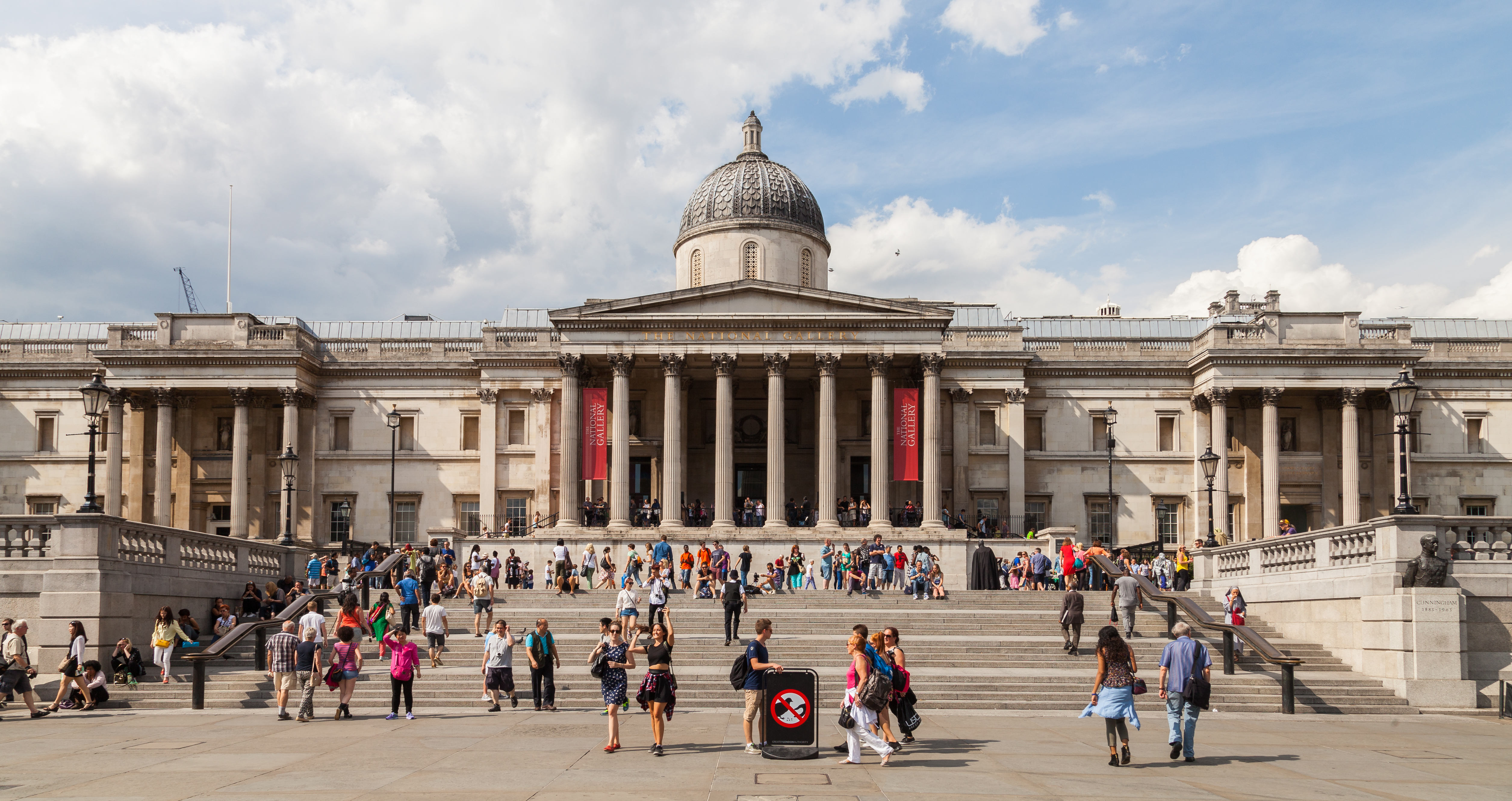
Ansicht vom Trafalgar Square

Die Nationalgalerie (englisch National Gallery) ist ein Kunstmuseum in London. Sie befindet sich an der Nordseite des Trafalgar Square und gilt als eine der größten und bedeutendsten Gemäldegalerien der Welt. Ihre Gemäldesammlung umfasst rund 2300 Werke vom 13. bis zum 19. Jahrhundert. Der Eintritt zur Dauerausstellung ist frei. 2024 betrug die Besucherzahl etwa 3,20 Millionen Personen.

## Geschichte

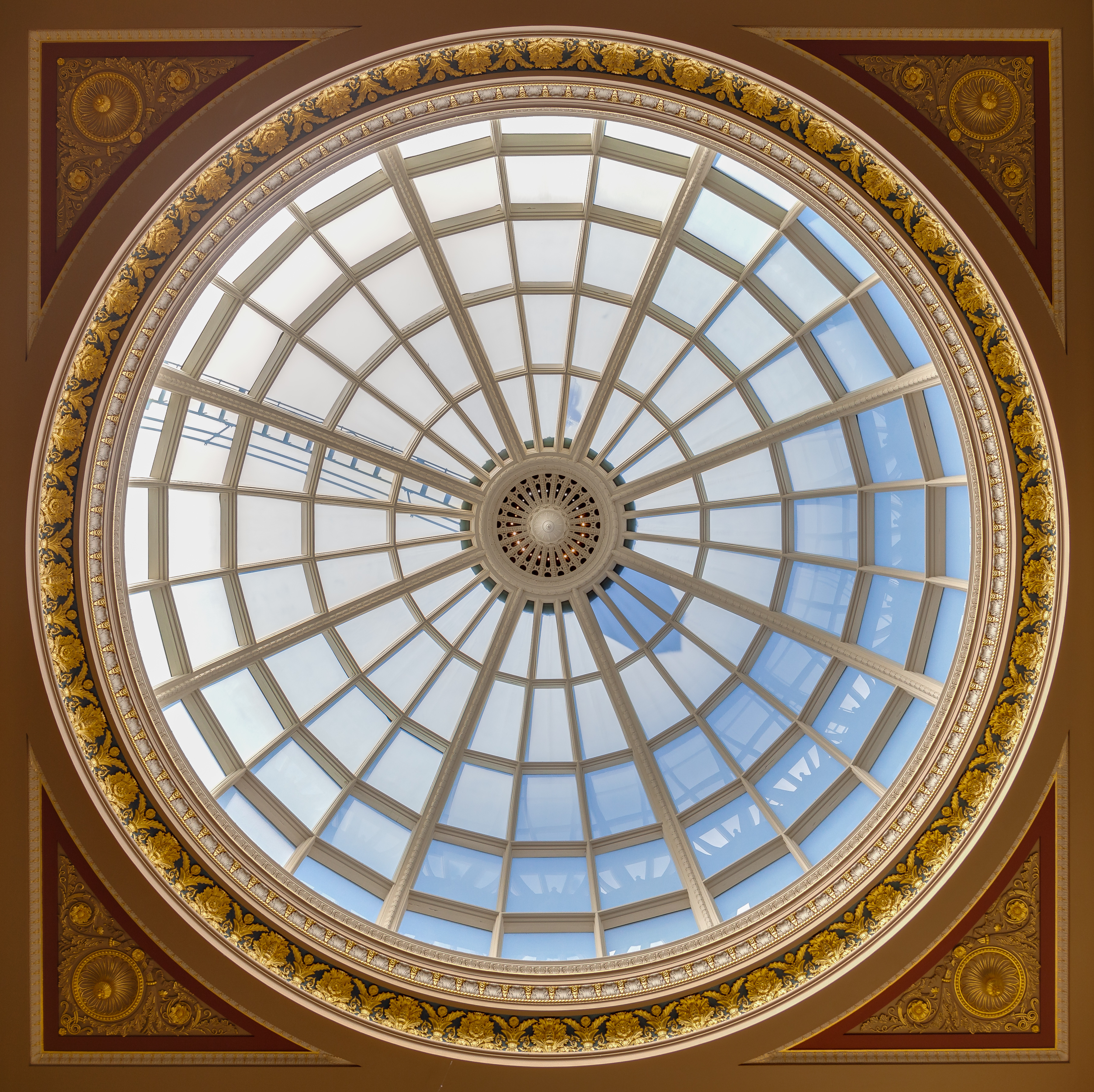
Die Hauptkuppel von unten (Foto: 2014)

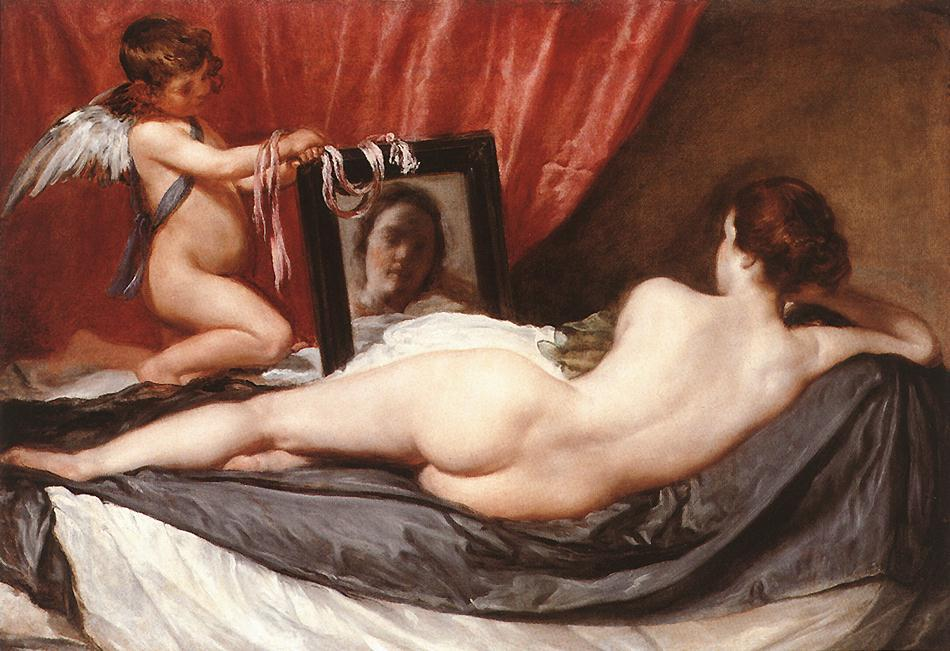
Velazquez: Venus vor dem Spiegel

Hans Holbein d. J.: Die Gesandten

Die National Gallery wurde ins Leben gerufen, nachdem die britische Regierung im April 1824 die Sammlung des russischen Bankiers John Julius Angerstein gekauft hatte. Eröffnet wurde die Galerie am 10. Mai 1824 in Angersteins Haus in 100 Pall Mall, wo die Sammlung die ersten 14 Jahre lang untergebracht war. Später folgten weitere Schenkungen von Sir George Beaumont und William Holwell Carr, mit der Bedingung, ein passenderes Gebäude für die Sammlung zu errichten, was 1838 auch geschah. Italienische Malerei aus dem 15. und 16. Jahrhundert war nun das Herzstück der noch jungen Sammlung und in den nächsten 30 Jahren sollten vor allem Werke von Meistern der Spät-Renaissance folgen.
Mitte des 19. Jahrhunderts veränderte sich die Sammlung, da der erste Direktor Charles Eastlake seine absolute Autorität dazu verwendete, Werke früher, aus nördlicheren Ländern stammenden sowie italienischer Meister anzuschaffen. Der dritte Direktor Frederic Burton bevorzugte die Kunst des 18. Jahrhunderts und machte einige bedeutende Erwerbungen aus englischen Privatsammlungen, wie Die Gesandten von Hans Holbein dem Jüngeren. Nachdem die National Gallery weiter wuchs, wurden 1897 viele britische Werke in die Tate Gallery überführt.
1906 wurde die Venus vor dem Spiegel von Diego Velázquez als erstes wirklich bedeutendes Werk vom National Art Collections Fund erworben, wie später viele andere auch. Die Leinwand dieses Bildes wurde 1914 von Mary Richardson eingeschlagen, um gegen die Misshandlung von Frauen zu protestieren. Im 19. Jahrhundert besaß die National Gallery keine Werke von zeitgenössischen Künstlern, doch dies änderte sich, nachdem Hugh Lane 1917 einige impressionistische Bilder an die Sammlung vererbte. Ein Fonds für den Erwerb von moderner Malerei wurde 1924 von Samuel Courtauld eingeführt, über den Bilder wie die Badende bei Asnieres von Georges Seurat gekauft wurden. Als der Zweite Weltkrieg ausbrach, wurde die Sammlung in ein sicheres Bergwerk nahe der Stadt Blaenau Ffestiniog in Nord-Wales gebracht, während das Gebäude in London als Konzerthalle diente.
In den letzten Jahren waren Persönlichkeiten wie Lord Sainsbury, nach dem der Sainsbury-Flügel benannt ist, Lord Rothschild oder Sir Paul Getty wichtige Förderer der National Gallery. 2019 wurde die National Gallery von rund 6,01 Millionen Personen besucht.

## Gebäude

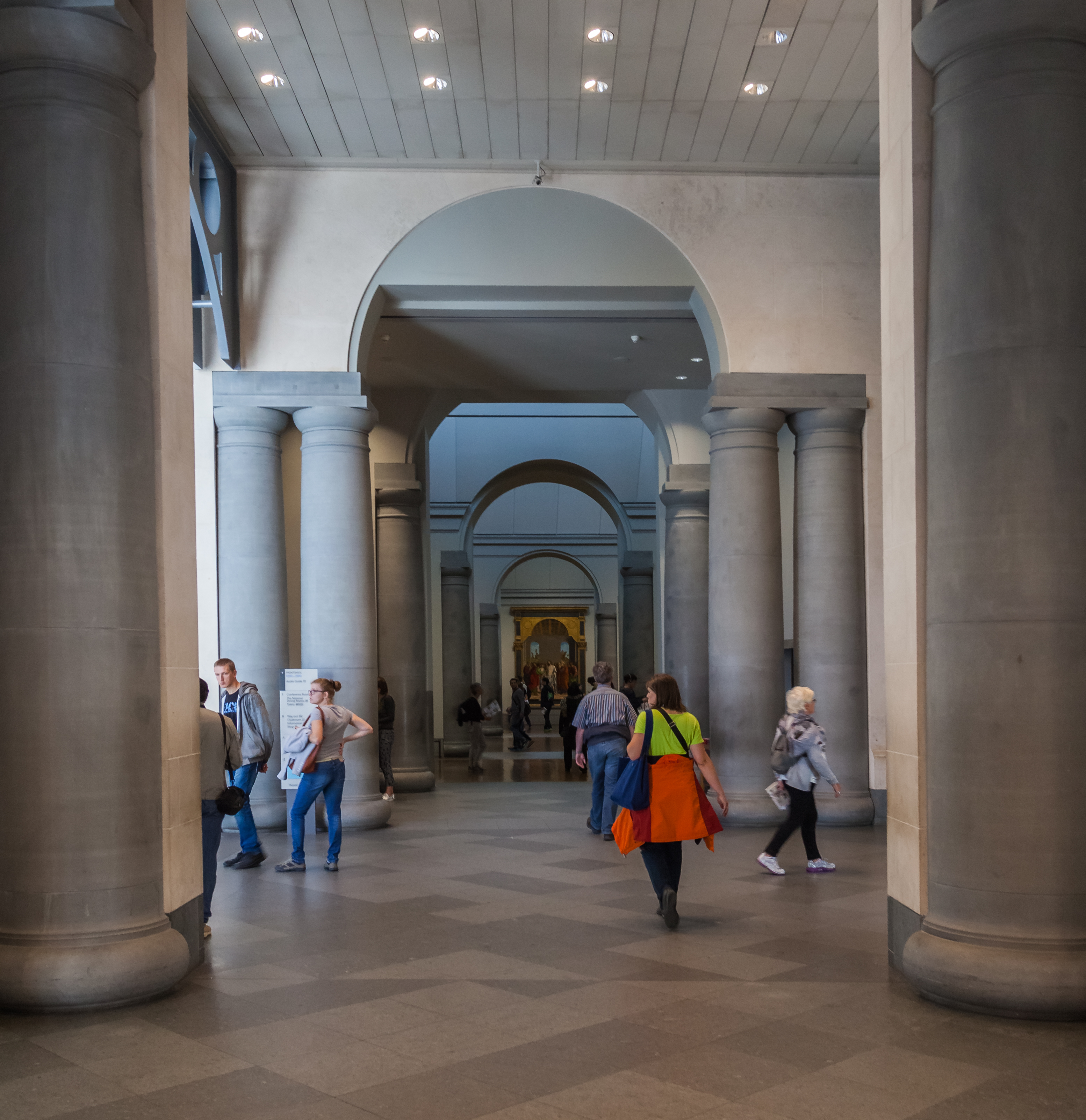
Innensicht (Foto: 2014)

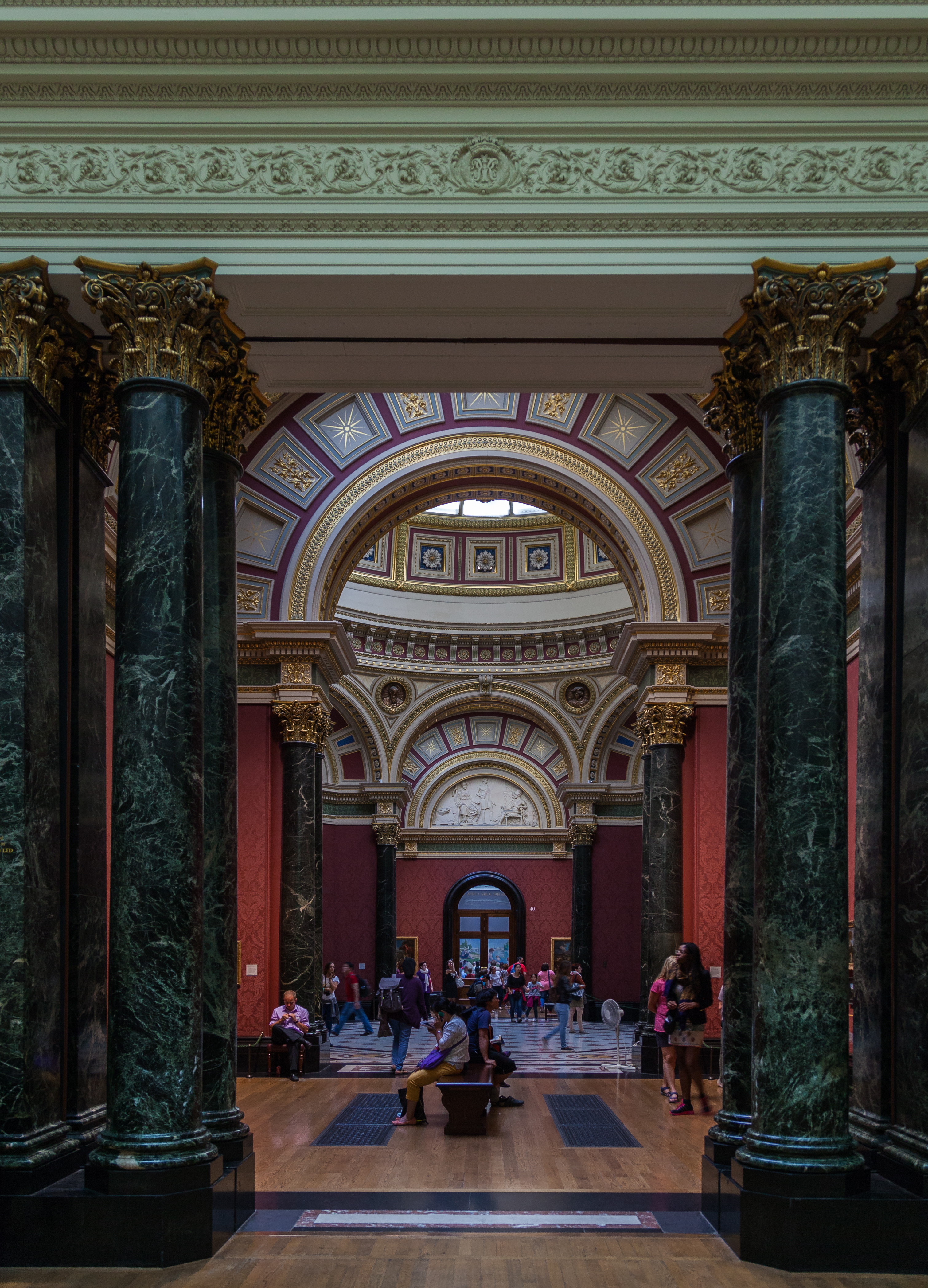
Innensicht (Barry Rooms) (Foto: 2014)

Das Gebäude am Trafalgar Square wurde 1837 von William Wilkins errichtet. Er hatte dabei die Säulen des Portikus des zerstörten Carlton House in die Fassade integriert. Während ursprünglich geplant war, auch die Kunstakademie (Royal Academy of Arts) mit unterzubringen, erwies sich das Gebäude als zu klein, sodass die Royal Academy 1868 in das Burlington House umziehen musste, welches heute noch immer ihr Zuhause ist. Obwohl nun mehr Platz geschaffen wurde, reichte er nicht lange für die schnell wachsende Sammlung, und so wurde zwischen 1872 und 1876 ein Ostflügel hinzu gebaut. Vom klassischen Architekten Edward Middleton Barry errichtet, ist er mit seiner achteckigen Vorhalle wohl der großartigste Teil des viktorianischen Gebäudes. Obwohl in den folgenden Jahren bis heute Stück für Stück Teile an- oder umgebaut wurden, blieb der symmetrische Plan von Edward Barry intakt.
Der wichtigste Zubau in den letzten Jahren ist der Sainsbury-Flügel, gebaut 1991 und entworfen von Robert Venturi, einem führenden, postmodernen Architekten. In ihm wird Malerei der Renaissance ausgestellt.
Zum 200. Jubiläum des Museums (Projekt NG200) wird der Flügel derzeit nach Plänen von Annabelle Selldorf umgebaut, um eine bessere Eingangssituation zu schaffen.

## Sammlung
Auszüge aus der Sammlung:
- Joachim Beuckelaer: Die vier Elemente
- Sandro Botticelli: Venus und Mars
- Agnolo Bronzino: Venus, Cupido, Torheit und Zeit
- Canaletto
- Paul Cézanne
- Philippe de Champaigne: Kardinal Richelieu
- John Constable: Der Heuwagen
- Wilton-Diptychon
- Willem Drost: Portrait of a Young Woman with her Hands Folded on a Book
- Jan van Eyck: Arnolfini-Hochzeit
- Thomas Gainsborough: Mr and Mrs Andrews
- Luca Giordano: Perseus turning Phineas and his Followers to Stone
- Vincent van Gogh: Vincents Stuhl mit Pfeife
- Frans Hals: Vanitas
- William Hogarth: Marriage à la Mode
- Hans Holbein der Jüngere: Die Gesandten
- Thomas Jones: Mauer in Neapel
- Frederic Leighton: Cimabues gefeierte Madonna wird in Prozession durch die Straßen von Florenz getragen
- Édouard Manet: Musik im Tuileriengarten
- Claude Monet
- Antonello da Messina: Bild eines Mannes
- Giambattista Pittoni: The Sacrifice of Polyxena
- Raffael: Papst Julius II., Madonna mit den Nelken
- Pierre-Auguste Renoir
- Rembrandt van Rijn: Das Gastmahl des Belsazar und zwei Selbstporträts
- Georges Seurat
- George Stubbs
- Tizian: Bacchus und Ariadne, Diana und Actaeon
- J. M. W. Turner
- Paolo Uccello
- Diego Velázquez: Christus im Hause von Maria und Martha, Venus vor dem Spiegel
- Verrocchio: Tobias und der Engel
- Leonardo da Vinci: Felsgrottenmadonna, Zeichnung von Die heilige Maria mit Kind, dem Erzengel Uriel und Johannes dem Täufer
- Élisabeth Vigée-Lebrun: Selbstbildnis mit Strohhut
- Joseph Wright of Derby: Das Experiment mit dem Vogel in der Luftpumpe

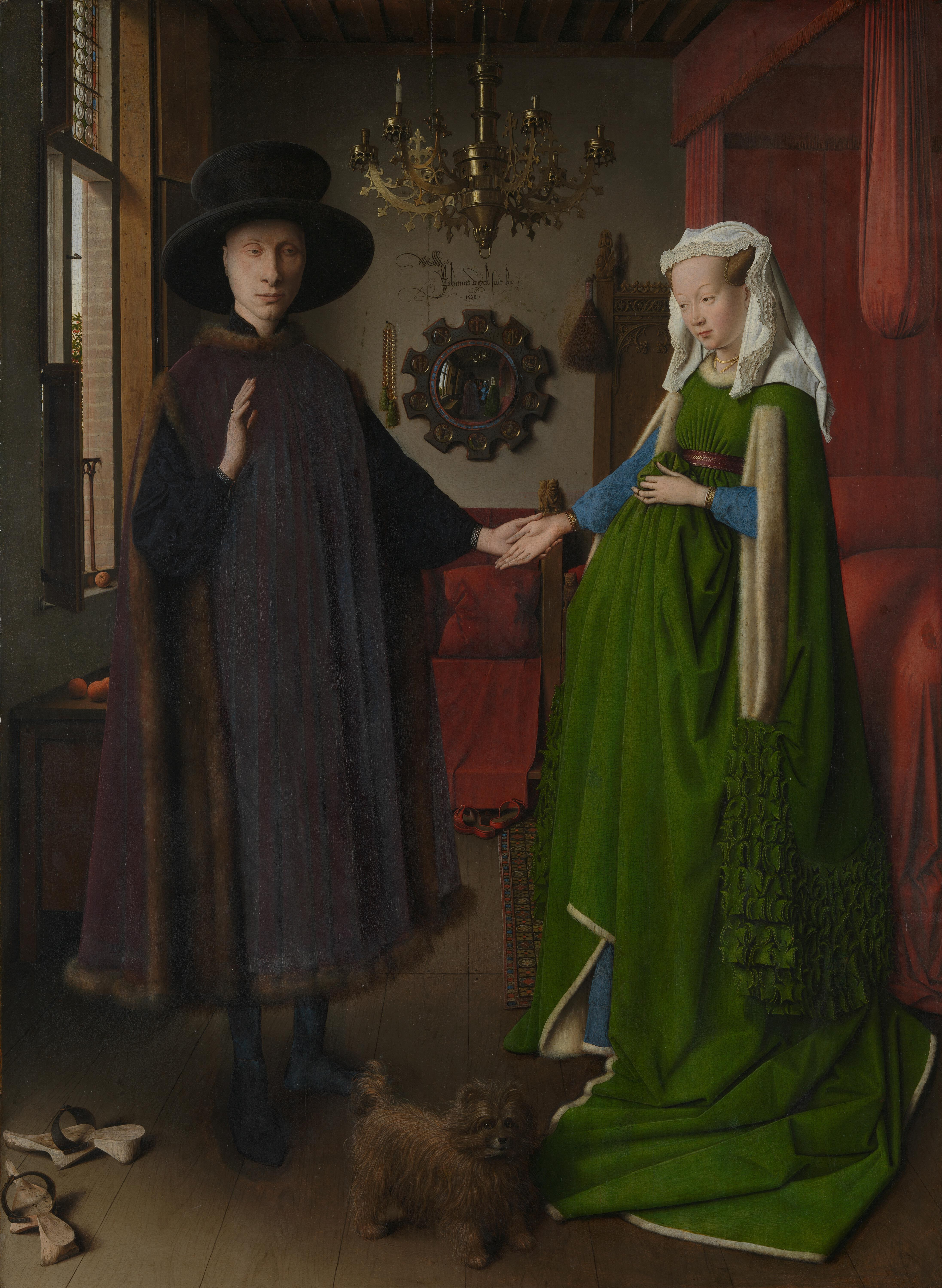
Die Arnolfini-Hochzeit von Jan van Eyck
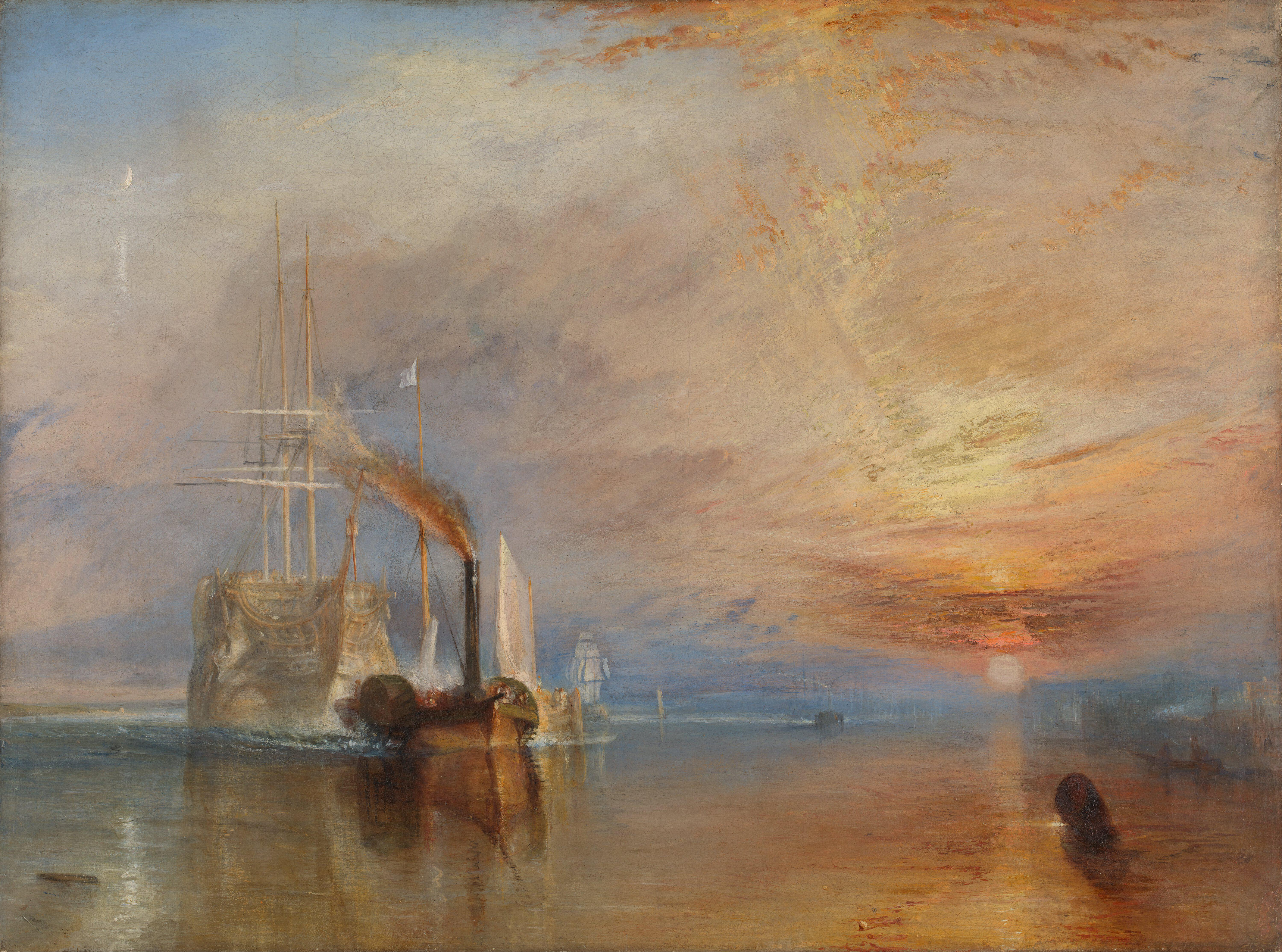
Das Kriegsschiff Temeraire von William Turner
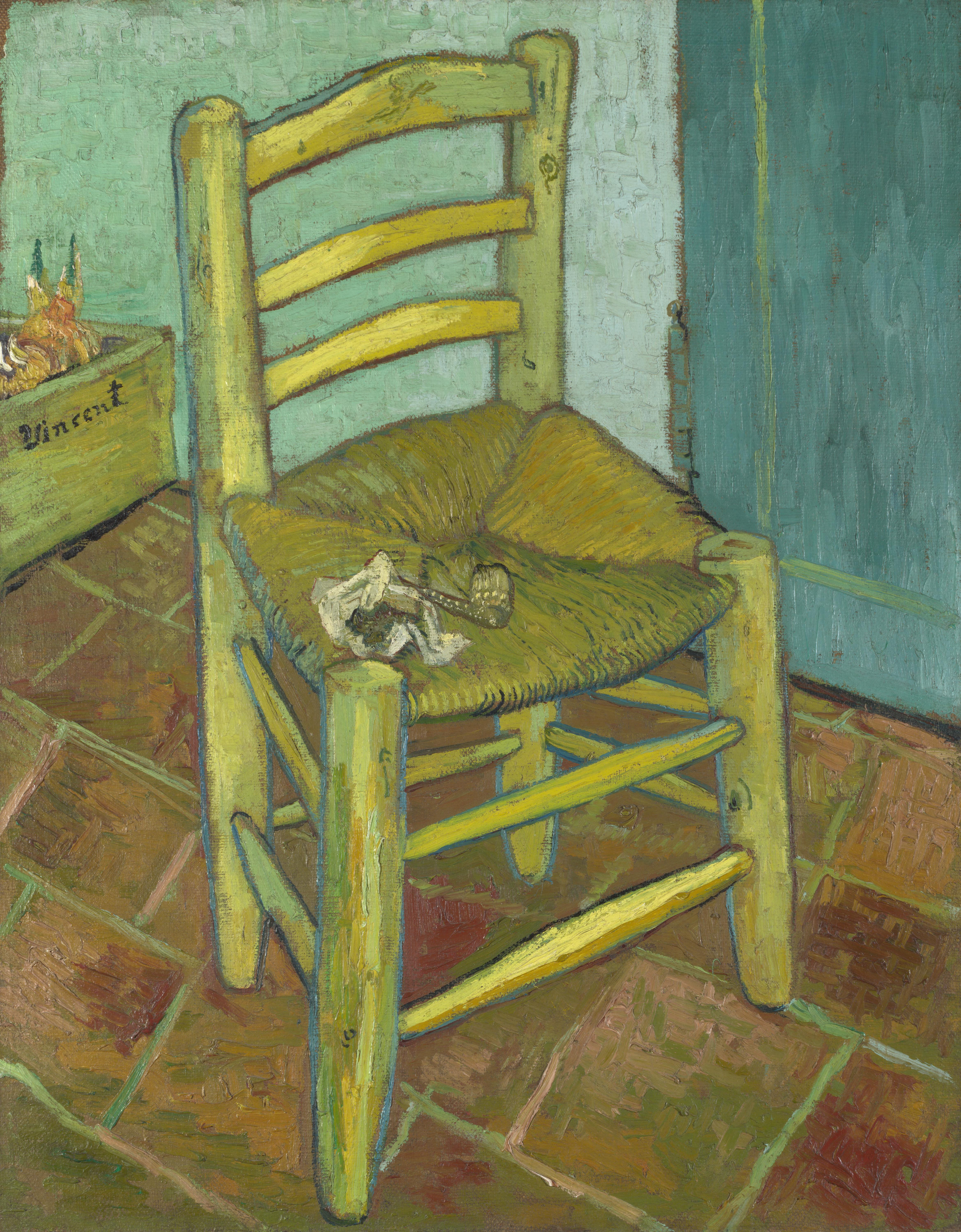
Vincent van Gogh: Vincents Stuhl mit Pfeife

## Direktoren
| Direktoren der National Gallery | Direktoren der National Gallery |
| ------------------------------- | ------------------------------- |
| Charles Lock Eastlake           | 1855–1865                       |
| William Boxall                  | 1866–1874                       |
| Frederick William Burton        | 1874–1894                       |
| Edward Poynter                  | 1894–1905                       |
| Charles Holroyd                 | 1906–1916                       |
| Charles Holmes                  | 1916–1928                       |
| Augustus Daniel                 | 1929–1933                       |
| Kenneth Clark                   | 1934–1945                       |
| Philip Hendy                    | 1946–1967                       |
| Martin Davies                   | 1968–1973                       |
| Michael Levey                   | 1973–1986                       |
| Neil MacGregor                  | 1987–2002                       |
| Charles Saumarez Smith          | 2002–2007                       |
| Nicholas Penny                  | 2008–2015                       |
| Gabriele Finaldi                | 2015–                           |

Quelle

## Filme
- Frederick Wiseman: „National Gallery“ (2014, 173 min.)